# Ernesto Nathan

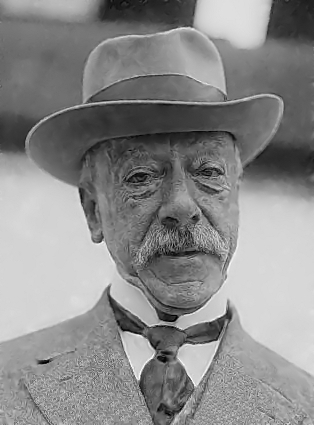
Ernesto Nathan

Ernesto Nathan (* 5. Oktober 1845 in London; † 9. April 1921 in Rom) war ein italienischer Politiker und von November 1907 bis Dezember 1913 Bürgermeister von Rom. Als in England geborener Jude, Kosmopolit, Republikaner und Anhänger Giuseppe Mazzinis und laizistisch-antiklerikal eingestellter Freimaurer (seit 1887) war Ernesto Nathan der erste Bürgermeister Roms, der nicht der Klasse der (adligen oder nicht-adligen) Großgrundbesitzer angehörte, die die Stadt auch nach der Einigung Italiens bis 1907 regiert hatte.
Von 1896 bis 1904 und von 1917 bis 1919 war er Großmeister der Freimaurer-Großloge Grande Oriente d’Italia.

## Leben

### Jugend und erste politische Erfahrungen
Nathan wurde am 5. Oktober 1845 in London als Sohn der aus Pesaro stammenden Sara N. Levi und von Mayer Moses Nathan geboren. Sein Vater war ein in England eingebürgerter Börsenmakler deutscher Herkunft und starb, als der Knabe 14 Jahre alt war. Seine Jugend verbrachte er in Florenz, Lugano, Mailand und auf Sardinien, wo er eine Baumwollspinnerei verwaltete, die allerdings bankrottging. Seine Bildung und seine kulturelle wie politische Orientierung waren stark geprägt durch den Einfluss Giuseppe Mazzinis und Aurelio Saffis, die schon in der Londoner Zeit Freunde der Familie waren.
Im Jahr 1867 heiratete er Virginia Mieli. 1870 zog der damals 25-Jährige nach Rom, um dort als Geschäftsführer der mazzinianischen Zeitschrift „La Roma del Popolo“ („Das Rom des Volks“) zu arbeiten, und widmete sich fortan als überzeugter Laizist und Antiklerikaler der Politik. 1879 trat er dem Partito dell'estrema sinistra (Partei der extremen Linken) unter Felice Cavallotti bei. 1888 erhielt er von der Geburtsstadt seiner Mutter Pesaro, wo er von 1889 bis 1895 Mitglied des Provinzparlaments war, die italienische Staatsbürgerschaft.
1887 wurde er Freimaurer, 1893 Meister der römischen Loge Propaganda massonica (heute die Loge P2) und 1896 als Nachfolger von Adriano Lemmi Großmeister des Grande Oriente d'Italia, dem er bis 1903 vorstand. 1889 war er Mitbegründer der Società Dante Alighieri.
Im April 1898 wurde Nathan in den römischen Stadtrat gewählt und etwas später zum Referenten für Wirtschaftsfragen und Kulturgüter ernannt – ein wichtiges Amt in der Stadtverwaltung, da die Hauptstadt einen starken Immobilienboom und ein stürmisches Bevölkerungswachstums erlebte. Bei der Machtübernahme des Hauses Savoyen im Jahre 1871 hatte Rom gerade 226.000 Einwohner gezählt, eine Zahl, die sich bis 1900 verdoppelte. In der fieberhaften Bautätigkeit (öffentliche Gebäude, Erschließung von Verkehrswegen und Schaffung neuer Wohnviertel) wurde viel zu selten darauf geachtet, dass jede Aushebung von Fundamenten für neue Gebäude und neue Straßen die Überreste des gewaltigen archäologischen Erbes der Stadt in Mitleidenschaft zog.
In diesem Klima, das der Ingenieur und Archäologe Rodolfo Lanciani eindringlich beschrieben hat, wurde Nathan 1907 an der Spitze des Blocco popolare (volkstümlicher Block) zum Bürgermeister gewählt.

### Bürgermeister von Rom (1907–1913)

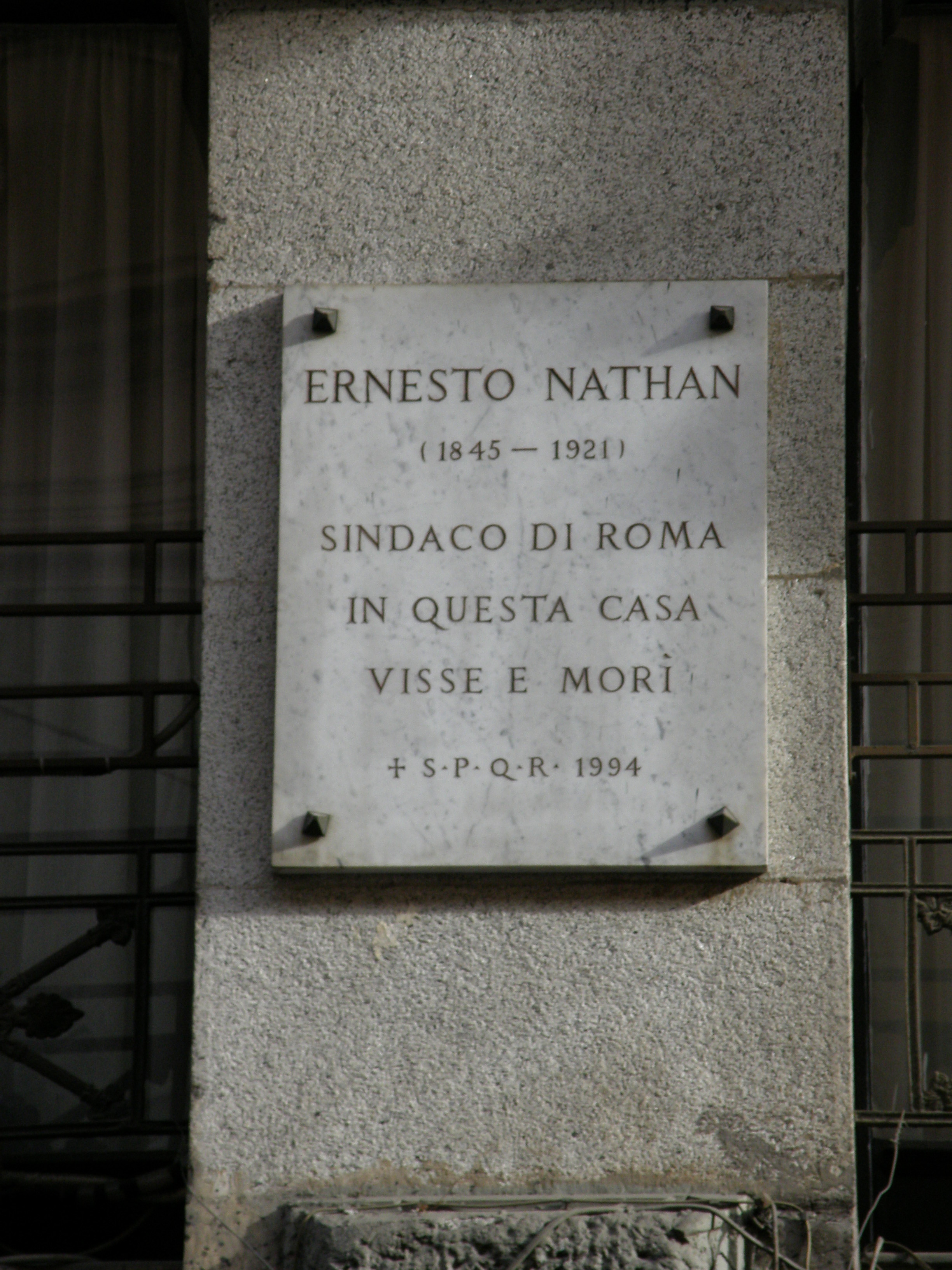
Gedenktafel für Ernesto Nathan, an seinem Wohnhaus, Via Torino, Rom

Nathans bis 1913 währende Amtszeit war vom Geist einer Ethik des Gemeinwohls durchdrungen, die sich ausdrücklich auf Giuseppe Mazzini und Aurelio Saffi berief, auf den Nathan 1892 anlässlich von Saffis zweitem Todestag in Forlì eine Gedenkansprache hielt. Seine Politik hatte im Wesentlichen zwei Schwerpunkte: die Anstrengung, die gewaltige Immobilienspekulation, die nach der Verlegung der Hauptstadt nach Rom eingesetzt hatte, unter Kontrolle zu bringen und ein ehrgeiziges Programm zur Schulbildung und Berufsausbildung, das auf streng laizistischer Basis konzipiert war.
So wurde 1909 der erste Bebauungsplan der Stadt beschlossen, der die außerhalb der Stadtmauern zu erschließenden Flächen festlegte und dem Umstand Rechnung trug, dass sich 55 % des Baulandes im Besitz von gerade acht Großgrundbesitzern befanden.
Außerdem wurde ein öffentliches Bauprogramm aufgelegt. Auf der Website der Stadt Rom heißt es: „Anlässlich des 50. Jahrestags der Einigung Italiens wurde 1911 in Rom ein großes Programm der Stadterneuerung beschlossen. Der damalige Bürgermeister Ernesto Nathan nutzte alle Finanzierungsmöglichkeiten für Bauprojekte, die zu den Wahrzeichen Roms als Hauptstadt des Königreichs wurden. Begonnen wurde in diesem Jahr mit dem Bau des Vittoriano [der nationalen Gedenkstätte für Vittorio Emanuele II.], des – bald von den Römern „Palazzaccio“ getauften - Justizpalastes, der Passeggiata archeologica (eines großen Grünflächenareals von über 40.000 Quadratmetern zwischen den Hügeln Aventin und Caelius) und des Stadio Nazionale, des heutigen Stadio Flaminio, der ersten modernen Anlage für Sportveranstaltungen.“
Während Nathans Amtszeit wurden außerdem an die 150 kommunale Kindergärten geschaffen, in denen die Kinder auch verpflegt wurden. Diese Anzahl ist mehr als beachtlich, wenn man bedenkt, dass Rom derzeit nicht mehr als 288 städtische Kindergärten besitzt.
Eine berühmt gewordene Anekdote erzählt, wie dem neugewählten Bürgermeister der städtische Haushalt zur Unterschrift vorgelegt wurde. Nathan studierte aufmerksam das Papier und bat den Beamten, der ihm das Dokument vorgelegt hatte, um eine Erklärung, als er auf den Posten „Innereien für Katzen“ stieß. Dieser antwortete, es handle sich um die Mittel für den Unterhalt einer Kolonie von Katzen, um die in den Amtsstuben und Archiven auf dem Kapitol verwahrten Dokumente vor den Mäusen zu schützen. Darauf ergriff Nathan seinen Federhalter, strich den Etatposten und erklärte dem bestürzten Mann, die Katzen auf dem Kapitol hätten sich künftig von den Nagetieren zu ernähren, die sie zu fangen hätten, und sollten sie keine Mäuse mehr finden, so hätte sich auch ihre Anwesenheit erübrigt. Diese Episode wurde zum Ursprung der römischen Redensart Nun c'è trippa pe' gatti (Keine Kutteln für Katzen).

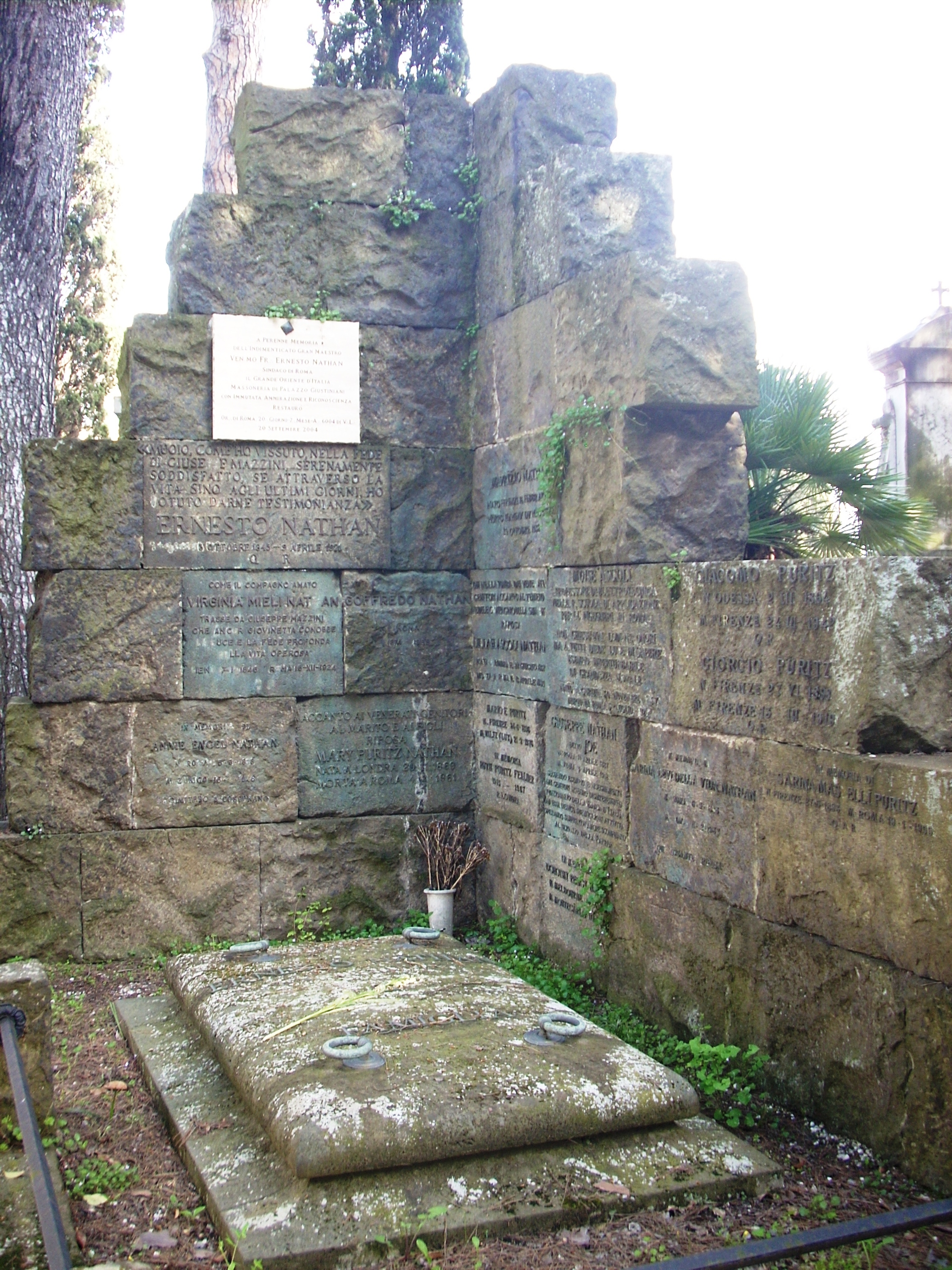
Grabmal von Ernesto Nathan auf dem Cimitero del Verano in Rom

### Die letzten Lebensjahre
Noch als Siebzigjähriger meldete sich Nathan 1915 als Kriegsfreiwilliger zur italienischen Armee. Im Dienstgrad eines Leutnants nahm er an der Schlacht am Col di Lana in den Dolomiten teil.
In späteren Jahren war Ernesto Nathan von 1917 bis 1919 noch einmal Großmeister der Großloge Grande Oriente d’Italia.
Nathan starb 1921 im Alter von 76 Jahren.

## Werke und Schriften
- Intorno all'epistolario mazziniano, in „Rivista d'Italia“, XIX (1916), 12, p. 841–850.
- Le diobolaire e lo stato. Quadro di costumi regolamentari, Roma, Forzani, 1887.
- Commemorazione del natalizio di Giuseppe Mazzini, 22 giugno 1890. Discorso, Urbino, Tip. Righi, 1890.
- Discorso di Ernesto Nathan pronunciato nel teatro Rossini di Pesaro il 16 novembre 1890, Pesaro, Stab. Annesio Nobili, 1891 (Pubblicazione del Comitato radicale provinciale per le elezioni politiche).
- X aprile 1892. Discorso commemorativo pronunciato da Ernesto Nathan nel Teatro Comunale di Forli nella ricorrenza del II anniversario della morte di Aurelio Saffi, Forli, Tip. Lit. Democratica, 1892 (Pubblicazione del Circolo Giuseppe Mazzini, Forli).
- Discorso pronunciato nel Teatro Rossini di Pesaro il 23 ottobre 1892, Pesaro, Stab. Tip. Annesio Nobili, 1892.
- La societa Dante Allighieri [sic]. Conferenza tenuta in Viterbo il Giorno 29 maggio 1892 (Comitato viterbese della societa Dante allighieri), Viterbo, Tip. Soc. Agnesotti e C., 1894.
- Il dovere presente per Ernesto Nathan, Edizione 2. ed. con pref., Roma, Commissione editrice degli scritti di Giuseppe Mazzini, 1895 (Tip. Federico Ricci).
- Il compito massonico. Discorso inaugurale del Gran maestro Ernesto Nathan alla Conferenza massonica nazionale di Torino, 20 settembre 1898, Roma, Stab. Tip. Giuseppe Civelli, 1898.
- L'opera massonica nel triennio 1896-99. Relazione del gran maestro Ernesto Nathan. 20 settembre 1899, Roma, Stab. tip. Civelli, 1899.
- Due lettere del Gran Maestro E. Nathan e del Sov. Gran Commendatore A. Lemmi. Discorso del Fratello Oratore Ernesto Orrei inaugurandosi il nuovo tempio delle RR. LL. Rienzi ed Universo, Roma, Stab. Civelli, 1900.
- La massoneria: sua azione, suoi fini. Conferenza del Gran maestro E. Nathan, Roma, Stabilimento tipografico Civelli, 1901 (Tenuta all'inaugurazione della sede massonica in Roma 21 aprile 1901).
- Roma e il 20 settembre. Conferenza di Ernesto Nathan, Roma, Stab. Tip. Civelli, 1902.
- Il bivio, Roma, Nuova Antologia, 1904.
- Vent'anni di vita italiana attraverso all'„Annuario“. Note e commenti, Roma Torino, Roux e Viarengo, 1904.
- Pel centenario di Giuseppe Mazzini. Discorso di Ernesto Nathan tenuto il 22 giugno 1905 nell'Aula magna del Collegio Romano, Roma Torino, Roux e Viarengo, 1905.
- La morale nell'insegnamento pubblico, Roma, Nuova antologia, 1907.
- La morale nella conquista della ricchezza : prolusione al corso di etica professionale nel R. Istituto di studi commerciali di Roma, Torino Roma, Societa Tipografico-Editrice Nazionale, 1907.
- Per il centenario della nascita di Giuseppe Garibaldi. Commemorazione massonica di Ernesto Nathan tenuta al Teatro Adriano il 3 luglio 1907, Roma, F. Centenari & C., 1907.
- Roma papale a Roma italiana. Discorso commemorativo del 20 settembre 1910, Roma, Tip. F. Centenari, 1910.
- Giuseppe Mazzini. Discorso pronunziato in Campidoglio il 10 marzo 1911, S.l., s.n., 1911 (ma: Roma, Tipografia editrice nazionale).
- Vittorio Emanuele 2. : discorso pronunziato in Campidoglio il 4 giugno 1911, S.l., s.n., stampa 1911 (ma: Roma, tip. Editrice nazionale).
- Del Congresso e della pace, Roma, Direzione della Nuova Antologia, 1916.
- Intorno all'Epistolario mazziniano, Roma, Tip. Unione Ed., 1916.
- Relazione del R. Commissario generale italiano per la Esposizione Internazionale panama Pacifico, di s. Francisco, a s. E. Il Ministro di agricoltura, Industria e commercio sen. Giannetto Cavasola, Roma, Tip. Nazionale, di G. Bertero e C., 1916.
- La terza Roma, Roma, Nuova antologia, 1916.
- Il dovere presente : discorso pronunciato al Teatro Costanzi in Roma il 4 marzo 1917, Roma, Tip. Nazionale, Bertero, 1917.
- Giuseppe Mazzini : Conferenza al Teatro Carlo Felice di Genova il 26 marzo 1917, Genova, Libr. Ed. Moderna, 1917 (Tip. Sociale).
- La massoneria, la guerra e i loro fini : discorso tenuto al teatro Costanzi di Roma il 21 aprile 1918, Milano, Societa edi trice Dante Alighieri, 1918.
- L'insidioso contagio delle parole: il bolscevismo, Roma, Nuova Antologia, 1919.
- La terza Italia: quale fu, e, e sarà, Firenze, R. Bemporad, 1919.